# José María Laso
José María Laso Prieto (Bilbao, 8 de diciembre de 1926 - Oviedo, 21 de diciembre de 2009) fue un filósofo y militante comunista español que formó parte tanto del Comité Central como del Comité Federal del Partido Comunista de España (PCE).
Como consecuencia de su "participación en la lucha clandestina por el restablecimiento de la democracia en España" padecería diversas detenciones policiales, a consecuencia de la última de las cuales permanecería recluido como preso político entre los años 1958 y 1963.
De entre sus contribuciones a la Filosofía, cabe destacar, por una parte, su aportación a la difusión y defensa en España de la obra del filósofo marxista italiano Antonio Gramsci, de cuya introducción en ella fue pionero al publicar el primer libro sobre el filósofo sardo editado en la misma; así como, por otra, de la doctrina filosófico-jurídica del Uso Alternativo del Derecho (Iusalternativismo).

## Biografía

### Infancia
De abuelos maternos alaveses y paternos procedentes de Burgos, José María Laso viviría sus primeros años en el barrio bilbaíno de Basurto. Asistiría allí a la Escuela Municipal de Indauchu, donde las lecturas semanales de su maestro iniciarían una precoz avidez lectora que le llevaría, no cumplidos aún los diez años de edad, a poseer una pequeña biblioteca cuyos libros circularían entre sus hermanos y amigos.

### Regreso del exilio
En noviembre de 1939, de regreso del exilio en Francia, comenzaría la lectura de los cientos de volúmenes de la biblioteca de la Sociedad de Viajantes y Representantes del Norte de España (SVRNE), a la cual había tenido acceso a través de su padre, representante comercial a ella suscrito. Dicha biblioteca, burlada de algún modo la censura franquista, le permitiría leer libros entonces prohibidos en España.
En 1943, ingresaría en la Escuela de Trabajo de Elejabarri, iniciando su militancia antifranquista con la fundación del periódico La libertad, editado "en un lugar bajo la tiranía franquista". Esta publicación sería distribuida hasta 1945, principalmente en la misma Escuela de Trabajo en que estudiaba.
Ese mismo año de 1945, abandonaría la Escuela de Trabajo de Elejabarri, lo que le dejaría más tiempo libre con el que emprender un plan sistemático de formación. Dicho plan comenzaría por la adquisición de los saberes científicos que le permitieran despojarse de la cosmovisión mitológica cristiana recibida. Así, las primeras cuestiones de que se ocuparía serían las del origen del universo y de la vida, así como la del desarrollo evolutivo de esta última.
Esta etapa le conduciría a las proximidades del llamado Materialismo filosófico soviético, cuyo estudio, dada la inexistencia en España de las obras de referencia, habría de iniciar mediante la lectura de las exposiciones que sus adversarios doctrinales hacían como preparación para su posterior crítica.
En su alineamiento con el mencionado Materialismo soviético tendrían una influencia crucial, por otra parte, sus lecturas juveniles de Jack London. Así, en sus propias palabras:
"Quizás la gota de agua que desbordó el vaso, o el cambio cuantitativo que produjo en mí el salto cualitativo a mi condición de comunista, fue la lectura de Jack London. (…) fue la lectura de su magna obra El Talón de hierro, y de la biografía de Jack London que publicó Irving Stone, la que produjo en mi ese cambio cualitativo".

### Trayectoria política y detenciones
En 1947, ingresaría en el PCE, decidiendo, por ello, el cese de la edición de su periódico. Sin embargo, al año siguiente aún saldría un último número, con el que trataría de suplir, en donde este se distribuyera, la ausencia de propaganda por parte del PCE debida a la desarticulación de la organización del País Vasco en aquel año.
En 1952, sufriría la primera de sus tres detenciones policiales. Dos de tales detenciones se producirían a manos de la Brigada Político-Social de Madrid, que actuaba en el País Vasco con la denominación de Brigada Volante. Dicha Brigada dependía del antiguo Tribunal Especial para la Represión de la Masonería y el Comunismo, entonces ya de Espionaje y Comunismo, cuyo juez instructor era el célebre coronel Enrique Eymar Fernández. Sería entonces cuando conocería por vez primera la rudeza de los puños de Morales, que poco tiempo después sería su torturador.[cita requerida]
Solo dos años más tarde, en 1954, sería otra vez detenido. En esta ocasión, por el Servicio de Información de la Guardia Civil. Sin embargo, dada la impericia de la Benemérita en tales menesteres por entonces, José María Laso conseguiría ocultar la efectiva reorganización del PCE en el País Vasco, permitiendo así que esta continuara.
A su salida de la cárcel, tras un mes de cautiverio, sería nombrado Secretario de Agitación y Propaganda en el Comité provincial de Vizcaya.
Llegado 1958 se produce su tercer y más prolongado ingreso en la cárcel. Le juzgaría el Tribunal Especial para Actividades Extremistas, nuevo nombre del viejo tribunal que por dos veces ya le había encausado, siendo condenado por este a 12 años de reclusión por el delito de Rebelión militar. Dicha sentencia había sido precedida por veintidós días de torturas que José María soportó sin doblegarse ante el intento de que delatara a sus camaradas. En reconocimiento a ello, el VI Congreso del PCE, celebrado en Praga en 1960, le nombraría miembro suplente de su Comité Central.[cita requerida]
Sus sucesivos encarcelamientos no le impidieron participar, entre otras cosas, del llamado Movimiento Comunal, mediante el cual los presos políticos comunistas se organizaban para distribuir sus escasos medios de vida, pudiendo satisfacer así las necesidades colectivas.
Por otra parte, mientras desempeñaba el puesto de barrendero en la biblioteca del penal de Burgos, última prisión en que cumpliera condena, organizaría una sección clandestina de la misma que le permitiría continuar ampliando su formación, así como también la de los muchos presos que se acogerían a su magisterio.
Por tales actividades, organizadas por el Comité del PCE en la prisión, esta sería conocida como la "Universidad de Burgos".[cita requerida]
En 1963, con motivo de la elección del cardenal Montini, que adoptaría el nombre de Pablo VI, como sucesor de Juan XXIII en la cátedra de Pedro, le es concedido el indulto.

### Trayectoria en Asturias
José María Laso llegaría a ostentar la Secretaría de Organización de IU de Oviedo, apoyando las posiciones eurocomunistas sostenidas por Santiago Carrillo y Gerardo Iglesias frente a las de los denominados prosoviéticos.
En el año 2007, Izquierda Unida de Asturias sufriría una profunda crisis por el enfrentamiento con su organización local de Oviedo. Durante ella, la dirección de la misma en Asturias destituiría a todos sus órganos directivos en la localidad, semanas antes de la celebración de las elecciones municipales. Serían disueltas, también, como consecuencia de ello, tanto la candidatura electoral de la mencionada agrupación local, como la misma Asamblea municipal de la coalición. En esos momentos, los militantes expulsados de la organización de Oviedo y otros simpatizantes de IU pusieron en marcha una candidatura propia.
Dicha candidatura concurriría a los comicios municipales bajo el nombre de Asamblea de Ciudadanos por la Izquierda (ASCIZ) y obtendría un concejal en la corporación municipal de  Oviedo, quedándose IU, por su parte, sin representación en el Ayuntamiento de la capital autonómica por vez primera desde la fundación de la coalición en 1986. Su cabeza de lista había sido Alejandro Suárez.
En el curso de aquellos acontecimientos se produciría el denominado "asalto a plaza América", en el que militantes afines a la dirección regional de Izquierda Unida tratarían de desalojar a quienes habían sido reconocidos como legítimos ocupantes de la misma tanto por el propietario del inmueble (el PCE) como por la autoridad judicial. Estos hechos pueden constatarse en un vídeo grabado por estos últimos, durante los mismos, desde el interior de la sede, donde les acompaña, en refrendo de sus pretensiones, el Secretario de Organización del PCE Fernando Sánchez.
En tales circunstancias, José María Laso tomaría partido por el denominado "sector crítico de Izquierda Unida", organizado en torno a la agrupación municipal de la mencionada coalición en Oviedo y la dirección del Partido Comunista de Asturias. Ello se concretaría en su apoyo a la candidatura de ASCIZ a la alcaldía de Oviedo.
En ese proceso, Izquierda Unida emprende una renovación de su censo de afiliados en el que José María Laso perdería su condición de afiliado de Izquierda Unida de Asturias tras sesenta años de militancia comunista y veintiuno en dicha organización. La formación estaba dirigida entonces a nivel nacional por Gaspar Llamazares, con Jesús Iglesias Fernández como Coordinador en Asturias.

### Fallecimiento
Minutos antes de la medianoche del 21 de diciembre de 2009, José María Laso falleció en el Hospital Monte Naranco de Oviedo, a la edad de 83 años. Concluía así el progresivo deterioro físico sufrido por él durante los diez últimos años como consecuencia de los efectos secundarios del tratamiento médico de una arteritis y de diversos problemas respiratorios.

## Actividades que desempeñaba en 2008
- Presidencia de la Asociación Isidoro Acevedo, institución cultural del Partido Comunista de Asturias.
- Miembro de la Asociación Cultural Tribuna Ciudadana de Oviedo (de la cual fue presidente).[cita requerida]
- Miembro de la Junta Directiva de la Sociedad Asturiana de Filosofía.[7]
- Miembro del Consejo Directivo de la Fundación de Investigaciones Marxistas.
- Miembro del Consejo de Redacción de la revista Utopías-Nuestra Bandera, órgano político y teórico del Partido Comunista de España.